# Dühöngő bika
A Dühöngő bika (eredeti cím: Raging Bull) 1980-ban bemutatott filmdráma Martin Scorsese rendezésében. A főszerepben Robert De Niro. A forgatókönyvet Irwin Winkler és Robert Chartoff írták. A film Jake LaMotta bokszoló 1970-es, hasonló című visszaemlékezésein (Raging Bull: My Story) alapszik. LaMotta a „Dühöngő Bika” (Raging Bull) becenevet kapta. 

## Cselekmény
LaMotta túlsúlyos bokszoló. 1941-ben elszenvedte első vereségét Jimmy Reeves ellen. Ezt követően találkozik egy lánnyal, Vickie-vel, és kapcsolatot épít ki vele, annak ellenére, hogy már házas. 1943-ban LaMotta legyőzi Sugar Ray Robinsont. 1945-ben Jake elveszi Vickie-t feleségül. Ezt követően féltékeny lesz minden férfira, aki Vickie-vel beszél. 1956-ra Jake és családja Miamiba költözik. Vickie ezt követően elválik Jake-től. Jake-et letartóztatják, mert fiatal lányokat ajánlott fel férfiaknak a night clubjában. 1957-ben börtönbe kerül. 1958-ban visszatér New York Citybe, és találkozik testvérével, Joey LaMottával.

## Szereplők
| Karakter       | Színész            | Magyar hang (1983) | Magyar hang (2004) |
| -------------- | ------------------ | ------------------ | ------------------ |
| Jake La Motta  | Robert De Niro     | Tordy Géza         | Rátóti Zoltán      |
| Vickie Thailer | Cathy Moriarty     | Sáfár Anikó        | Bertalan Ágnes     |
| Joey La Motta  | Joe Pesci          | Szombathy Gyula    | Józsa Imre         |
| Salvy Batts    | Frank Vincent      | Horváth László     | Schneider Zoltán   |
| Tommy Como     | Nicholas Colasanto | Képessy József     | Gruber Hugó        |
| Lenore         | Theresa Saldana    |                    | Botos Éva          |
| Mario, edző    | Mario Gallo        | Antal László       |                    |
| Patsy          | Frank Adonis       |                    |                    |
| Guido          | Joseph Bono        | Varga T. József    |                    |
| Toppy          | Frank Topham       |                    |                    |
| Irma           | Lori Anne Flax     | Földessy Margit    | Németh Kriszta     |
| Charlie        | Charles Scorsese   |                    | Várday Zoltán      |
| Jackie Curtie  | Peter Savage       | Kézdy György       |                    |
| Önmaga         | Don Dunphy         |                    |                    |
| Eddie Eagan    | Bill Hanrahan      |                    |                    |
| Emma           | Rita Bennett       |                    |                    |
| Komikus        | Bernie Allen       |                    | Garai Róbert       |

## Fogadtatás
A filmet 1980. november 14-én mutatták be New Yorkban, majd 1980. december 19-én az Egyesült Államokban. 18 millió dollárba került, és 23,4 millió dolláros bevételt hozott a pénztáraknál. Manapság kultikus filmnek számít, annak ellenére, hogy bemutatása idején megosztotta a kritikusokat.  A Rotten Tomatoes oldalán 98%-ot ért el. A Metacritic oldalán 89 pontot szerzett a 100-ból. Roger Ebert filmkritikus "Minden idők tíz legjobb filmje" listájára is felkerült, illetve az 1980-as évek legjobb filmjei közé sorolta.